# Aspidiphorus dravida
Aspidiphorus dravida is een keversoort uit de familie slijmzwamkevers (Sphindidae). De wetenschappelijke naam van de soort werd in 1982 gepubliceerd door Tapan Sen Gupta & Pal.